# Fissismo
Il fissismo è la teoria biologica secondo la quale le specie vegetali ed animali sono destinate a rimanere sempre uguali a sé stesse. È una teoria biologica insieme al catastrofismo e al creazionismo. 
Il fissismo si contrappone dunque all'evoluzionismo. Una soluzione intermedia è quella che considera fissi quelli che i naturalisti in sistematica chiamano rami o classi, ed evolutivi gli enti che appartengono ad essi. Una sistematica fissista di questo tipo è indistinguibile dall'evoluzione polifiletica, vale a dire dalla concezione di una pluralità di specie originali da cui scaturirono non un'unica, ma una molteplicità di altrettante linee evolutive.
Le teorie fissiste erano legate ad un'interpretazione letterale della Genesi, e cioè all'idea di un'unica creazione originaria di tutte le specie viventi (creazionismo). Il riferimento alla creazione iniziò a venir meno, soprattutto nella cultura francese, in epoca illuministica. Il fissismo fu allora enunciato nella sua forma più ristretta, come teoria della costanza delle specie, senza alcuna ipotesi sulla loro origine. È il caso, tra gli altri, del botanico Michel Adanson, il quale si limitò a sostenere che la cosiddetta «trasmutazione» non ha luogo né tra animali, né tra vegetali. Il fissismo fu sostenuto da Linneo, creatore della classificazione scientifica degli organismi viventi, da Georges Cuvier, considerato il padre fondatore della paleontologia,  dall'anatomista Richard Owen e più tardi dall'anatomista Louis Vialleton (1859-1929), in base ai suoi studi sulla morfologia dei vertebrati. La concezione fissista del mondo cominciò a vacillare dopo la formulazione della teoria evoluzionistica di Lamarck (1800) e ancor più dopo la fortuna incontrata dalla teoria dell'evoluzione di Charles Darwin. 
Da allora si sono andate accumulando un così largo numero di evidenze sul fatto che gli organismi mutino nel tempo, che oggi l'evoluzione è accettata  dalla totalità della comunità scientifica. La scienza non mette in discussione l'evoluzione, ma indaga sui meccanismi ed i processi che regolano e determinano i cambiamenti evolutivi.